# Житейське
Жите́йське —  село в Україні, у Сумській міській громаді Сумського району Сумської області. Населення становить 56 осіб. Колишній орган місцевого самоврядування — Піщанська сільська рада.

## Географія
Село Житейське знаходиться на лівому березі річки Олешня, яка через 3 км впадає в річку Псел, на протилежному березі — розташоване село Піщане. По селу протікає пересихає струмок з загати. Село оточене лісовим масивом.

## Історія
12 червня 2020 року, відповідно до розпорядження Кабінету Міністрів України № 723-р «Про визначення адміністративних центрів та затвердження територій територіальних громад Сумської області», село увійшло до складу Сумської міської громади.
19 липня 2020 року, в результаті адміністративно-територіальної реформи та ліквідації Сумського району(1923—2020), увійшло до складу новоутвореного Сумського району.